# Alice Nutter
Alice Nutter (morta el 20 d'agost de 1612) va ser una dona anglesa acusada i penjada a causa de la cacera de bruixes de Pendle. La seva vida i la seva mort es recorden amb una estàtua en el poble de Roughlee, en el comtat de Lancashire.
A diferència de moltes dones acusades de bruixeria, Alice Nutter era membre d'una família benestant que posseïa terres a Pendle. La van acusar de participar en una reunió de bruixes el Divendres Sant de 1612 i de provocar posteriorment la mort d'un home de nom Henry Mitton, juntament amb una altra de les acusades, Elizabeth Device. Una nena de nou anys va ser el principal testimoni i va dir que havia estat present a la reunió de bruixes. Altres dones acusades es van declarar culpables, però Nutter va insistir en la seva innocència.
El judici a les bruixes va començar el 18 d'agost de 1612 en el castell de Lancaster i a les persones acusades se'ls va negar el dret a tenir contacte amb els seus advocats. Dos dies més tard, Nutter va ser penjada, amb altres vuit dones i el fill d'una d'elles.
L'any 2012, per commemorar el 400è aniversari del judici de la cacera de bruixes, es va inaugurar una estàtua que representa Alice Nutter en el poble de Roughlee, d'on era originària. L'estàtua va ser dissenyada per David Palmer, artista local i enginyer arquitectònic en acer.